# Athletica de Saint-Louis
Dernière mise à jour : 1er juin 2010.
L'Athletica de Saint-Louis (Saint Louis Athletica en anglais) est un club franchisé de soccer féminin professionnel américain basé dans la ville de Fenton dans la banlieue de Saint-Louis, dans le Missouri.
Le club était détenu et exploité par le groupe Saint Louis Soccer United, présidé par l'américain Jeff Cooper, gérant le réseau de l'équipe des jeunes de Saint-Louis et le club masculin de l'AC St. Louis, évoluant en USSF D2 Pro League. L'équipe fut entraînée par le brésilien Jorge Barcellos jusqu'en 2010, a participé au championnat de la Women's Professional Soccer en 2009 et 2010, jouant ses matchs au Anheuser-Busch Soccer Park.
Le 27 mai 2010, l'équipe cesse ses activités au bout de six matchs de championnat, obligeant la WPS à organiser le reste de la saison avec seulement sept équipes.

## Histoire
En 2006, lors de l'annonce de vouloir créer une future ligue féminine de soccer professionnelle, après l'expérience de la défunte Women's United Soccer Association, la ville de Saint-Louis est l'une des six villes retenues pour accueillir une nouvelle franchise.
Le 26 août 2008, le sélectionneur de l'équipe nationale féminine du Brésil, Jorge Barcellos, est nommé entraîneur de ce futur club.
Par la suite, le 11 septembre 2008 une vidéo en ligne annonce que le nom de St. Louis est choisi pour la représenter, puis le 25 novembre est officiellement dévoilé le nom de Saint Louis Athletica.
Le 16 septembre 2008, lors du repêchage initial organisé par la WPS, constitué uniquement de joueuses internationales américaines, Lori Chalupny, Tina Ellertson et l'ancienne gardienne de l'Olympique Lyonnais Hope Solo ont vu leurs droits alloués au club et sont donc les premières à défendre leurs nouvelles couleurs. La semaine suivante, lors du draft international, l'anglaise Eniola Aluko est également choisie.

## Parcours en Women's Professional Soccer

### Saison 2009
L'Athletica joue le premier match de championnat de son histoire le 4 avril 2009 à domicile au Korte Stadium, à Edwardsville, dans l'Illinois, contre Chicago Red Stars, devant un peu plus de 5 000 spectateurs, pour une défaite 1-0. Lindsay Tarpley est l'unique buteuse du match à la 79e minute sur une passe décisive de Marian Dalmy.
Après un départ poussif, aucune victoire lors des 4 premiers matchs et 2 mois englué en bas de tableau, l'équipe réalise une formidable remontée en terminant deuxième de la saison régulière en remportant 10 matchs, concédant un score de parité par 4 fois et est défait à 6 reprises sur un total de 20 rencontres. Ils cumulent donc 34 points à la fin de la première phase du championnat. L'équipe se qualifie sans véritables problèmes pour les séries éliminatoires (5 points d'avance sur le troisième Washington Freedom, tout en ayant 7 points de retard sur le leader Los Angeles Sol), directement en demi-finale du championnat de la WPS, contre le vainqueur du match du premier tour opposant la franchise de la capitale américaine au Sky Blue FC.
Le 19 août 2009, pour la demi-finale des play-offs, l'Athletica part favori en recevant Sky Blue, quatrième de la saison régulière et vainqueur 2-1 au tour précédent contre Freedom. Mais les visiteuses s'imposent encore une fois à l'extérieur, sur le score de 1-0. Keeley Dowling sera l'unique buteuse du match sur une passe décisive de Yael Averbuch, par une réalisation à la 31e minute.

### Saison 2010 et fin de l'Athletica
Ayant revu ses ambitions à la hausse lors de l'intersaison, l'Athletica se place donc parmi les favoris, notamment après la disparition du Los Angeles Sol pour raisons financières en janvier 2010. Ironie du sort et après un bon départ, avec 2 victoires et 3 nuls, Jeff Cooper annonce le 27 mai 2010 que l'équipe cesse ses activités en pleine saison pour les mêmes raisons, laissant les sept autres équipes engagées terminer seules le championnat et libérant du même coup toutes les joueuses au club sous contrat dès le 1er juin.
Les supporters y voient une véritable trahison et appellent au boycott de l'AC St. Louis, malgré les volontés de soutien de la part de son président, estimant que l'équipe professionnelle féminine a été sacrifiée au détriment de l'équipe masculine, qui évolue dans la provisoire D2 Pro League. Le soccer féminin professionnel est donc mort à Saint-Louis, après avoir également disparu à Los Angeles la même année...

## Joueuses emblématiques
- Eniola Aluko
- Lori Chalupny
- Tina Ellertson
- Kendall Fletcher
- Hope Solo
- Elise Weber